# Pierre-André Gauthier
Pierre-André Gauthier (De La Vérendrye) est un musicien professionnel né en 1948 à Val-d'Or au Québec. Il est le compositeur, guitariste et membre fondateur du groupe rock québécois Aut'Chose, né de sa rencontre avec le poète Lucien Francoeur. Il fait également partie de plusieurs autres formations en tant que compositeur et guitariste, notamment dans des groupes comme Genèse, Eclipse, Le Show ou les Super Classels. Également, à partir du début des années 1980, il est crédité pour la réalisation et les arrangements de plusieurs albums disco qui sortent au Québec.